# Ahmed Ahmedov
Ahmed Ahmedov (Planinitsa, 4 de marzo de 1995) es un futbolista búlgaro que juega en la demarcación de delantero para el Shimizu S-Pulse de la J1 League.

## Selección nacional
El 5 de septiembre de 2024 hizo su debut con la selección de Bulgaria en un partido de la Liga de Naciones de la UEFA 2024-25 contra Bielorrusia que finalizó con un resultado de empate a cero.

## Clubes
| Club                     | País       | Año       | Partidos | Goles |
| ------------------------ | ---------- | --------- | -------- | ----- |
| PSFC Chernomorets Burgas | Bulgaria   | 2013-2014 | 2        | 0     |
| PFC Burgas               | Bulgaria   | 2014-2015 | 19       | 2     |
| OFC Pomorie              | Bulgaria   | 2015-2018 | 88       | 26    |
| FC Dunav Ruse            | Bulgaria   | 2018-2019 | 60       | 14    |
| PFC CSKA Sofia           | Bulgaria   | 2020      | 28       | 5     |
| Neftçi PFK (cedido)      | Azerbaiyán | 2021      | 9        | 1     |
| PFC CSKA Sofia           | Bulgaria   | 2021-2022 | 14       | 1     |
| PFC Slavia Sofia         | Bulgaria   | 2022-2023 | 35       | 5     |
| FC Spartak Varna         | Bulgaria   | 2023-2025 | 57       | 40    |
| Shimizu S-Pulse          | Japón      | 2025-     | 5        | 0     |